# Universidade Anhui Jianzhu
A Universidade Anhui Jianzhu (AHJZU,  chinês simplificado: 安徽建筑大学) fica em Hefei, capital de Anhui, na China. AHJZU é uma universidade multidisciplinar com arquitetura e engenharia civil. É uma universidade financiada em conjunto pelo governo da província de Anhui e pelo MOHURD.  A Universidade Anhui Jianzhu foi fundada em 1958.